# Umberto Louzer
Umberto Lourenço Louzer Filho, noto semplicemente come Umberto Louzer (Vila Velha, 24 febbraio 1980), è un allenatore di calcio ed ex calciatore brasiliano, di ruolo centrocampista, tecnico del Grêmio Novorizontino.

## Palmarès

### Allenatore

#### Competizioni statali
- Campeonato Paulista Série A2: 1

Guarani: 2018
- Campeonato Brasileiro  Série B: 1

Chapecoense: 2020
- Campeonato Catarinense: 1

Chapecoense: 2020
- Campionato Goiano: 1

Atlético Goianiense: 2022
- Campionato Alagoano: 2

CRB: 2023, 2025